# 382
Năm 382 là một năm trong lịch Julius.